# Órgano de Verospi
El órgano de Verospi es un instrumento musical experimental creado por el músico y constructor de instrumentos Michele Todini.

## Historia
Conservador de los órganos de la Congregación de Santa Cecilia en Roma, Todini se dedicó a la fabricación de complejos artilugios destinados a la especulación sonora; algunos de sus ejemplares se mencionan en la obra Phonurgia nova (1673) de Athanasius Kirchner. 
El nombre procede de Verospi, un aristócrata italiano que adquirió el instrumento para su palacio romano, en el cual había una galleria armónica en la que conservaba toda suerte de instrumentos musicales. Este órgano fue descrito por el propio Todini en su obra Dichiaratione della Galleria armónica (1676).
En 1722, Filippo Bonanni lo incorporará en el Gabinetto armónico; al pie del grabado correspondiente figura este texto: "Prospetto della Camera detta Galleria armónica del Palazzo delli Signori Verospi in Roma, in cui sono molti strumenti sonori, fabricati con prodigioso artifizio de Michele Todino".

## Descripción
Al parecer, el instrumento consistía en la combinación de un órgano, un clavicémbalo y tres espinetas que sonaban simultáneamente o bien por separado, a voluntad del intérprete.